# Брызговик
Брызговик (также фартук колёсной арки) — деталь автомобиля, велосипеда или мотоцикла, обычно сделанная из резины или пластика, предотвращающая вылетание брызг, снега и мелкой щебёнки из-под колес. Обычно крепится к задней части крыла.
Брызговиками также называются металлические кузовные панели, защищающие агрегаты автомобиля (двигатель, моторный отсек, решётку радиатора, и так далее) от брызг, — на современных автомобилях они обычно являются составной частью кузова, интегрированной в его архитектуру, например, брызговики моторного отсека служат также для крепления передних крыльев.

## На грузовиках и прицепах
Уровень брызговиков как правило определяется уже непосредственно владельцем, вне зависимости от материала (чаще всего толстая резина).
В большинстве случаев это тюнинговая деталь, часто используется для рекламы производителя транспортного средства, автосервиса или логистической компании.

## На легковых
На легковых машинах брызговики встречаются редко. Обычно их роль выполняют дополнительные небольшие пластиковые элементы, крепящиеся к крыльям либо бамперам.

## Материалы для брызговиков
Чаще всего это резина, металл или пластик, но встречаются и композитные материалы, особенно на мотоциклах.